# Distretto di Monteleone
Il distretto di Monteleone fu una suddivisione amministrativa, prima, del Regno di Napoli e, poi, del Regno delle Due Sicilie. Dal 1806 e fino alla fine del 1816, fu subordinata alla provincia di Calabria Ulteriore; successivamente e fino alla sua soppressione nel 1860, costituì un distretto della provincia di Calabria Ulteriore Seconda.

## Istituzione e soppressione
Venne istituito con la legge 132 del 1806 Sulla divisione ed amministrazione delle province del Regno, varata l'8 agosto di quell'anno da Giuseppe Bonaparte.

## Suddivisione in circondari
Il distretto era suddiviso in successivi livelli amministrativi gerarchicamente dipendenti dal precedente. Al livello immediatamente successivo, infatti, individuiamo i circondari, che, a loro volta, erano costituiti dai comuni, l'unità di base della struttura politico-amministrativa dello Stato moderno. A questi ultimi potevano far capo i villaggi, centri a carattere prevalentemente rurale.
I circondari del distretto di Monteleone, prima della soppressione, ammontavano ad dieci ed erano i seguenti:
- Circondario di Monteleone
- Circondario di Arena
- Circondario di Tropea
- Circondario di Mileto
- Circondario di Nicotera
- Circondario di Briatico
- Circondario di Serra
- Circondario di Monterosso
- Circondario di Soriano
- Circondario di Pizzo